# Lista de episódios de In Plain Sight
Está é uma lista dos episódios da série de televisão In Plain Sight.

## Geral
| Temporada | Nº de episódios | Primeiro episódio   | Último episódio      | Lançamento em DVD   | Lançamento em DVD |
| Temporada | Nº de episódios | Primeiro episódio   | Último episódio      | Região 1            | Região 4          |
| --------- | --------------- | ------------------- | -------------------- | ------------------- | ----------------- |
| 1ª        | 12              | 1 de junho de 2008  | 17 de agosto de 2008 | 31 de março de 2009 | 2009              |
| 2ª        | 15              | 19 de abril de 2009 | 9 de agosto de 2009  | 9 de março de 2010  | —                 |
| 3ª        | 16              | 31 de março de 2010 | —                    | —                   | —                 |

## Primeira temporada (2008)
| Ep.T. | Ep. | Título                           | Diretor(a)        | Estados Unidos | Estados Unidos | Estados Unidos | Código |
| Ep.T. | Ep. | Título                           | Diretor(a)        | Audiência      | Ranking        | Exibição       | Código |
| --- | --- | -------------------------------- | ----------------- | -------------- | -------------- | -------------- | ------ |
| 1 | 1   | "Pilot"                          | Mark Piznarski    | 5,253          | 6              | 1 de junho     | 101    |
| Neste primeiro episódio Mary Shannon é apresentada, uma agente (US Marshal) do Programa Federal de Proteção a Testemunha (em inglês: Federal Witness Protection Program, WITSEC) que tem que descobrir o porque de um dos garotos que estava sobre sua proteção ter sido assassinado.                            |     |                                  |                   |                |                |                |        |
| 2 | 2   | "Hoosier Daddy"                  | John Fortenberry  | 4,389          | 7              | 8 de junho     | 102    |
| Mary protege uma testemunha de 10 anos de idade, Lonny McRoy (Bobby Coleman), de ser devolvida a seu pai, um dos maiores traficantes de drogas no Centro-Oeste. |     |                                  |                   |                |                |                |        |
| 3 | 3   | "Never the Bride"                | John T. Kretchmer | 4,073          | 6              | 15 de junho    | 103    |
| A missão de Mary é proteger Treena Morris (Missi Pyle), cujo ex-marido é um traficante de diamantes. Depois de ser presa pelos federais, ela decide contar tudo sobre seu ex-marido e seus amigos, mas enquanto Mary tenta mantê-la a salvo, Treena fica noiva e sua foto sai em todos os jornais.               |     |                                  |                   |                |                |                |        |
| 4 | 4   | "Trojan Horst"                   | Bryan Spicer      | 4,674          | 7              | 22 de junho    | 104    |
| Mary e Marshall cuidam de Horst Vanderhoff, agente de Lola, uma assassina de aluguel. Enquanto a polícia tenta descobrir qual é o próximo alvo de Lola, Horst é preso e concorda em testemunhar contra ela e entrar para o Programa de Proteção a Testemunha.                                                    |     |                                  |                   |                |                |                |        |
| 5 | 5   | "Who Shot Jay Arnstein?"         | Tricia Brock      | 4,460          | 5              | 29 de junho<   | 105    |
| Quando Jay Arnstein (John Ales) é inserido no programa de proteção a testemunha, ele leva não só sua esposa como sua amante. Mesmo não se sentindo confortável com a situação Mary deve manter o sigilo até que Jay leva um tiro e todos os segredos vêm a tona.                                                 |     |                                  |                   |                |                |                |        |
| 6 | 6   | "High Price Spread"              | Fred Gerber       | 4,584          | 6              | 6 de julho     | 106    |
| Mary deve proteger dois irmão, Scott (Marcus Brown) e Chris Worley (Derrex Brady), mas um deles tem sérios problemas com vícios e jogos de azar. |     |                                  |                   |                |                |                |        |
| 7 | 7   | "Iris Doesn't Live Here Anymore" | Sam Weisman       | 5,087          | 4              | 13 de julho    | 107    |
| A união de uma família é colocada em teste quando eles devem entrar para o programa depois que a filha, Iris McBride (Jontille Gerard), testemunha um tiroteio. |     |                                  |                   |                |                |                |        |
| 8 | 8   | "Don of the Dead"                | John Showalter    | 4,688          | 12             | 20 de julho    | 108    |
| Uma testemunha que está sobre a proteção de Mary, Don Ferguson (John Benjamin Hickey), sofre um acidente de automóvel e Mary tenta descobrir se o acidente está relacionado a sua vida anterior fora do programa.                                                                                                |     |                                  |                   |                |                |                |        |
| 9 | 9   | "Good Cop, Dead Cop"             | Dan Lerner        | 4,174          | 14             | 27 de julho    | 109    |
| Mary acaba se envolvendo com uma de suas testemunhas, Robert Patrone (Jason Wiles), e os problemas aumentam quando ele é acusado de assassinato. |     |                                  |                   |                |                |                |        |
| 10 | 10  | "To Serge with Love"             | Rod Hardy         | 4,223          | 11             | 27 de julho    | 110    |
| Natasha "Tasha" Turischeva (Angela Sarafyan), uma contadora ucraniana, entra para o programa e vê uma nova chance para a sua vida, mas tudo se complica quando ela descobre que seu novo namorado, Sergei "Serge" Mijnic (Alex Feldman), coincidentemente também faz parte do programa de proteção a testemunha. |     |                                  |                   |                |                |                |        |
| 11 | 11  | "Stan by Me"                     | Jesús Treviño     | 4,177          | 8              | 10 de agosto   | 111    |
| Mary é sequestrada e a policia de Nova Jérsei investiga Brandi e suas conexões com Chuck (Tim Kelleher), seu ex-namorado. |     |                                  |                   |                |                |                |        |
| 12 | 12  | "A Fine Meth"                    | John Badham       | 3,780          | 15             | 17 de agosto   | 112    |
| (Season finale) A família se reúne após a difícil experiência de Mary. Stan e Marshall procuram uma maneira de forçar Spanky (Mark Boone Junior) a dizer a verdade sobre o caso de Chuck. |     |                                  |                   |                |                |                |        |

## Segunda temporada (2009)
| Ep.T. | Ep. | Título                   | Diretor(a)      | Estados Unidos | Estados Unidos | Estados Unidos | Código |
| Ep.T. | Ep. | Título                   | Diretor(a)      | Audiência      | Ranking        | Exibição       | Código |
| --- | --- | ------------------------ | --------------- | -------------- | -------------- | -------------- | ------ |
| 1 | 13  | "Gilted Lily"            | Stephen Hopkins | 5,113          | 5              | 19 de abril    | 201    |
| Mary Shannon ajuda a proteger três irmãos depois que a mãe deles, uma testemunha antiga da WITSEC, é encontrada morta em sua casa. Atores convidados: Will Estes (Henry Atkins/Henry Adams), Ellen Hollman (Amy Atkins/Amy Adams) e Liza Weil (Angela Atkins/Angela Adams). |     |                          |                 |                |                |                |        |
| 2 | 14  | "In My Humboldt Opinion" | Dan Lerner      | 3,97           | ASA            | 26 de abril    | 202    |
| Um gênio da maconha, Jerry Royal, que vive no norte da Califórnia, não pode testemunhar sem usar a droga para neutralizar sua ansiedade e para fugir de ter que depor no tribunal, simula uma amnésia. Por outro lado, Mary é observada no seu dia de trabalho por uma psiquiatra para determinar se ela está pronta para voltar à ativa. Atores convidados: Kevin Rankin (Jerry Royal/Jerry Rogan), Amanda Foreman (Grace Royal/Grace Rogan) e Will McCormack (Robert O'Conner) |     |                          |                 |                |                |                |        |